# Sveta Helena (żupania zagrzebska)
Sveta Helena – wieś w Chorwacji, w żupanii zagrzebskiej, w mieście Sveti Ivan Zelina. W 2011 roku liczyła 366 mieszkańców.